# Steppe de Kouraï
La steppe de Kouraï (en russe : Курайская степь, Kouraïskaïa step, en altaï : Курайдыҥ чӧли, Kouraïdyn tcholi) est une dépression montagneuse au sud-est de l'Altaï ainsi qu'une formation végétale correspondant au biome des prairies, savanes et brousses tempérées en Eurasie centrale. Elle constitue l'une des grandes steppes de la république, avec celle de la Tchouïa et celle d'Ouïmon. À une altitude comprise entre 1 500 et 1 700 m d'altitudes, elle est un lieu archéologiquement important pour la région. Elle est traversée par la rivière Tchouïa et par la route de la Tchouïa, axes de transport majeurs dans l'Altaï.
Elle doit son nom au village de Kouraï, l'un des deux villages de la steppe avec celui de Kyzyl-Tach. Le nom du village vient du vieux-turc « qurγaγ » signifiant « sec, aride, flétrie », témoignant du climat de l'endroit. Ces deux villages sont regroupés dans la commune rurale de Kouraï, et ne faisaient qu'un avant les années 1980.

## Géographie

### Situation et description
La steppe de Kouraï est un plateau d'une longueur d'environ 25 kilomètres et d'une largeur de 20 kilomètres à une altitude comprise entre 1 500 et 1 700 m. Elle se présente sous la forme d'une étendue semi-désertique et peu accidentée. Elle est formée de dépôts sédimentaires cénozoïques de type glaciaire et elle est entourée de toute part de massifs montagneux : les monts Kouraï au nord et à l'est, la Tchouïa du Nord, qui fait partie des Alpes de la Tchouïa, au sud et à l'ouest. Elle est fermée à l'est par le col de Kouraï.
Sa superficie est de 1 780 kilomètres carrés, et elle est traversée par plusieurs cours d'eau. Le principal est la Tchouïa, un sous-affluent de l'Ob qui se jette dans la Katoun. Cette rivière court sur un axe sud-ouest nord-est en faisant de nombreux méandres, accompagnés de marais et de petits affluents. Plusieurs rivières se jettent dans la Tchouïa, dont la Ak-Tourou et la Tioute (ou Tété) au sud et la Kyzyl-Tach au nord. Au niveau de Kyzyl-Tach, la Tchouïa s'écoule en plusieurs bras.
La steppe est très basse comparée aux montagnes environnantes, avec souvent plus de 1 500 m de différence d'altitude avec les montagnes environnantes. Dans certaines parties entre la steppe et les monts, des collines font office de transition. Quelques salins se trouvent dans la plaine. Pour l'essentiel, la rive gauche de la Tchouïa est parsemée de collines tandis que la rive droite est presque entièrement plate.

### Origine
La steppe de Kouraï, tout comme celle de la Tchouïa, est un des exemples les plus spectaculaires de rides de courant géantes au monde. Elle doit cette particularité à son origine. En effet, il y a 12 000 à 15 000 ans, un grand lac occupait la steppe, lac formé par un glacier qui agissait comme un barrage naturel. Mais ce glacier a fini par se retirer, ce qui a provoqué sa vidange brutale. Cette vidange est connue sous le nom des inondations de l'Altaï, et les courants forts qui ont eu lieu lors des évènements ont créé ces formations.
L'exemple le plus spectaculaire est celui sur la rive droit de la rivière Tété. Des crêtes composées d'un mélange de cailloux, galets et de sables s'étendent sur des longueurs de plus de 200 m, avec des hauteurs supérieures à 20 m. Cela témoigne que lors de la formation de ces rides, le débit des eaux était supérieur à 1 million de m3/s. Par comparaison, le débit de l'Amazone à son embouchure n'est que de 209 000 m3/s,.

### Climat

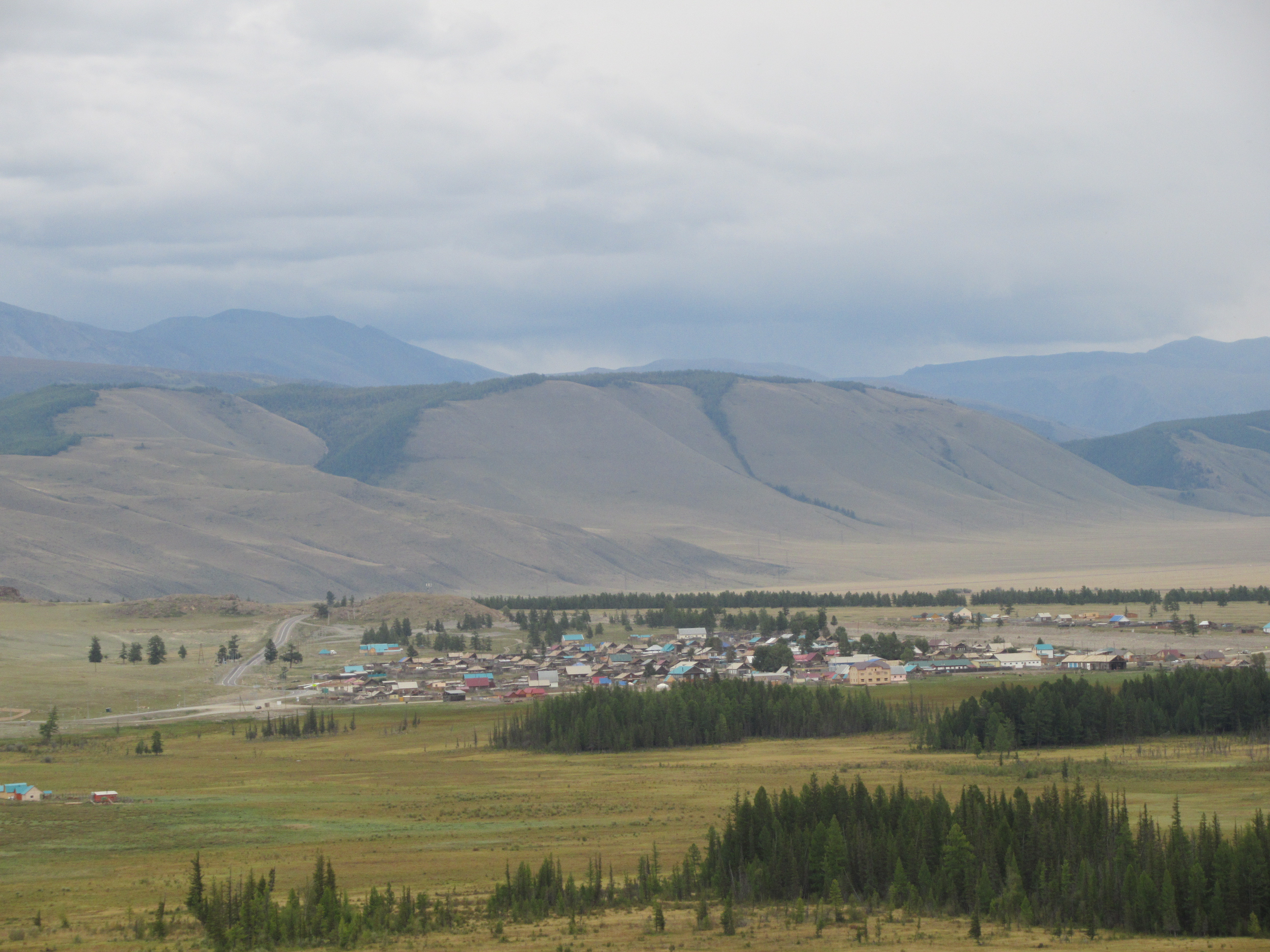
Village de Kouraï sous des nuages de pluie l'été.

Le climat de cette étendue steppique est aride. Il est l'un des plus froids et le plus sec de tout l'Altaï, seulement dépassé par la steppe de la Tchouïa. Il est fortement continental, avec des hivers rigoureux mais secs et des étés chauds et courts. Mais de par le relief, l'aridité est extrême, et la région reçoit très peu de précipitations, avec environ 150 à 200 mm/an, principalement en été. Les températures se caractérisent par leur amplitude, avec parfois des différences de 20 à 25 °C entre le jour et la nuit, même à la mi-juillet.
Les hivers sont très froids, avec des vents forts, mais à cause du manque de précipitations, il tombe très peu de neige, mais qui peut tenir jusqu'à fin mai. Les températures les plus basses enregistrées ont franchi ici la barre des −60 °C. Le printemps démarre en mai, avec des journées qui se réchauffent, mais des nuits toujours à température négative. Les étés durent de la fin juin à la fin août, et c'est la période avec le plus de précipitations. C'est pendant cette période que le gel est inexistant, avec environ 60 à 70 jours chaque année. Les automnes arrivent à la fin août et durent jusqu'en octobre novembre, avec un fort ensoleillement mais déjà des températures négatives en journée.

## Histoire et archéologie
La steppe regorge de sites archéologiques, que ce soit des tumulus, ou kourganes en russe, mais aussi des statues, pétroglyphes et autres. Cette abondance s'explique par la situation de la steppe, qui est empruntée par la route de la Tchouïa, axe ayant au moins 3 millénaires d'existence qui relie la Mongolie et Chine à la Russie par l'Altaï.
Parmi ces sites se trouve la statue Kezer, statue représentant une femme, haute de 1,6 m, sur la rive gauche de la Tchouïa près de la confluence avec la Tioute. De plus, près de l'embouchure du Tytygem dans la Tchouïa se trouve trois grosses pierres, censées représentée une ancienne légende kalmouke et chinoise. Ces deux éléments dateraient de la culture de Kouraï (vers le VIIe siècle), une culture de l'époque turque de la région de l'Altaï, quand les Göktürk étaient maîtres des terres.
Au XIXe siècle, l'administration clanique du Second volost de la Tchouïa se trouvait dans la steppe, mais cet endroit était encore presque totalement désert. Les terres arables étant presque inexistantes, l'intérêt était faible envers l'endroit.

## Faune et flore

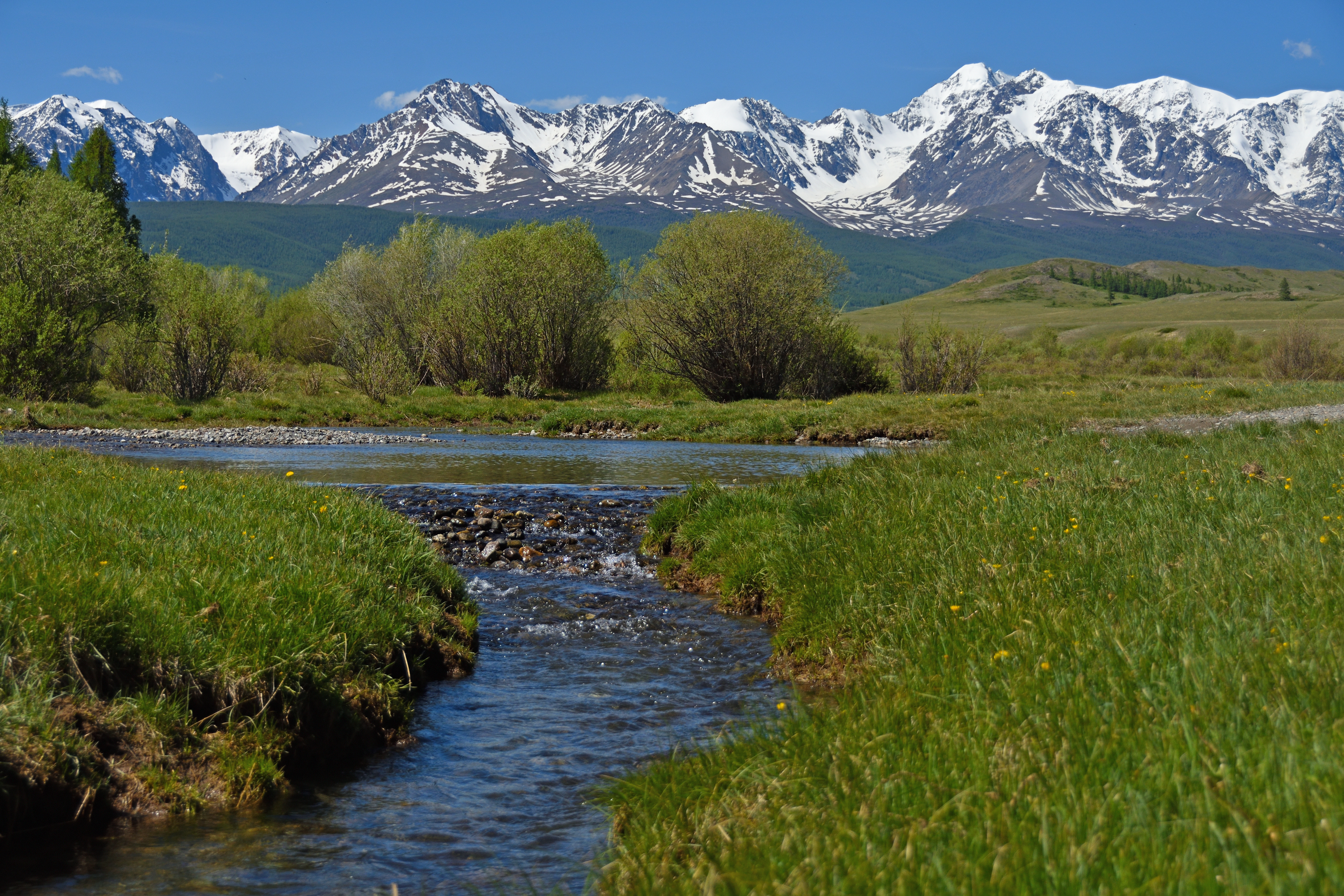
Espace herbacé le long de la rivière Tioute début juin 2021.

La faune de la steppe de Kouraï est spécifique, avec surtout des rongeurs qui vivent dans des terriers que l'on observe. On retrouve ainsi des campagnols, des marmottes, des gerboises, des hamsters russes et autres vivent ici. Chez les mammifères, le loup, mais aussi les pikas de l'Altaï et les lièvres de Tolaï, ont élu domicile tout comme des renard des steppes et autres putois des steppes. Chez les oiseaux, la grue et la cigogne vivent près des rivières tandis que les Cicindela sont parmi les insectes les plus présents.
La flore de la steppe est caractéristique des régions arides avec quelques herbes des lichens et petits buissons, mais ayant une densité faible de couverture à cause de la salinité et de la composition des sols, pauvres en nutriments. On y trouve des herbes du genre Koeleria, comme Koeleria altaica; des carex, comme celle de l'Altaï au niveau des marécages; des astragales de la Tchouïa, endémiques de la région, des saxifrages, des myosotis, etc. L'arbuste le plus présent est le genévrier sabine. Sur les rives des rivières s'accrochent des bosquets de mélèzes de Sibérie, tandis que sur les pentes des collines se trouvent des acacias et caraganiers de Sibérie.